# 이브 아덴
이브 아든(Eve Arden, 1908년 4월 30일 ~ 1990년 11월 12일)은 미국의 배우이다.

## 영화
- 스테이지 도어
- 맨파워 (1941년 영화)
- 커버걸 (1944년 영화)
- 밀드레드 피어스 (영화)
- 살인의 해부
- 그리스 (영화)
- 그리스 2

## 텔레비전
- 왈가닥 루시
- 아내는 요술쟁이
- 첩보원 0011
- 부부 탐정